# Saison 1983-1984 de l'Élan sportif chalonnais
Saison 1983-1984 de l'Élan chalon en Nationale 3, avec un maintien dans cette division.

## Effectifs
| Nationalité | Joueur                 | Taille |
| ----------- | ---------------------- | ------ |
|             | Jean-François Chaumard | 1,80 m |
|             | Philippe Pandrot       |        |
|             | Gilles Schneider       | 1,90 m |
|             | Éric Jullien-Martin    | 1,90 m |
|             | Cyril Vincent          | 1,88 m |
|             | Denis Poyol            | 1,92 m |
|             | Yves Duvernois         | 1,91 m |
| -           | Tom Snyder             | 2,04 m |
| -           | James Sarno            | 2,04 m |

- Entraineur :  Grzegorz Korcz

## Matchs

### Championnat

#### Matchs aller
- Chalon-sur-Saône / Montbrison : 85-65[1]
- Cran / Chalon-sur-Saône : 58-104[1]
- Chalon-sur-Saône / Tarare : 78-77[2]
- Voiron / Chalon-sur-Saône : 98-91[3]
- Chalon-sur-Saône / Domène : 89-82[4]
- Bourg-en-Bresse / Chalon-sur-Saône : 96-96[5]
- Chalon-sur-Saône / Cournon : 82-86[6]
- Vaulx-en-Velin / Chalon-sur-Saône : 72-66[6]
- Chalon-sur-Saône / Aix-les-Bains : 82-72[6]
- Chalon-sur-Saône / Annemasse : 97-74[6]
- Villefranche-sur-Saône / Chalon-sur-Saône : 70-86[7]

#### Matchs retour
- Montbrison / Chalon-sur-Saône : 77-75[8]
- Chalon-sur-Saône / Cran : 116-67[8]
- Tarare / Chalon-sur-Saône : 112-81[9]
- Chalon-sur-Saône / Voiron : 87-86[9]
- Domène / Chalon-sur-Saône : 79-73[9]
- Chalon-sur-Saône / Bourg-en-Bresse : 87-65[9]
- Cournon / Chalon-sur-Saône : 87-85[10]
- Chalon-sur-Saône / Vaulx-en-Velin : 86-77[10]
- Aix-les-Bains / Chalon-sur-Saône : 72-94[10]
- Annemasse / Chalon-sur-Saône : 82-99[10]
- Chalon-sur-Saône / Villefranche-sur-Saône : 113-87[11]

Extrait du classement de Nationale 3 (Poule H) 1983-1984